# Bisdom Wheeling-Charleston

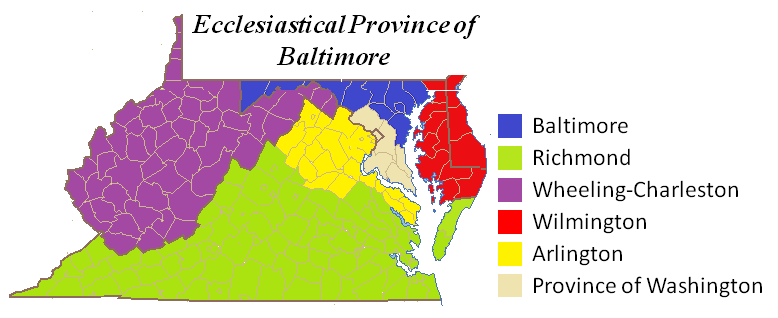
Het bisdom Wheeling-Charleston (paars) binnen de kerkprovincie Baltimore

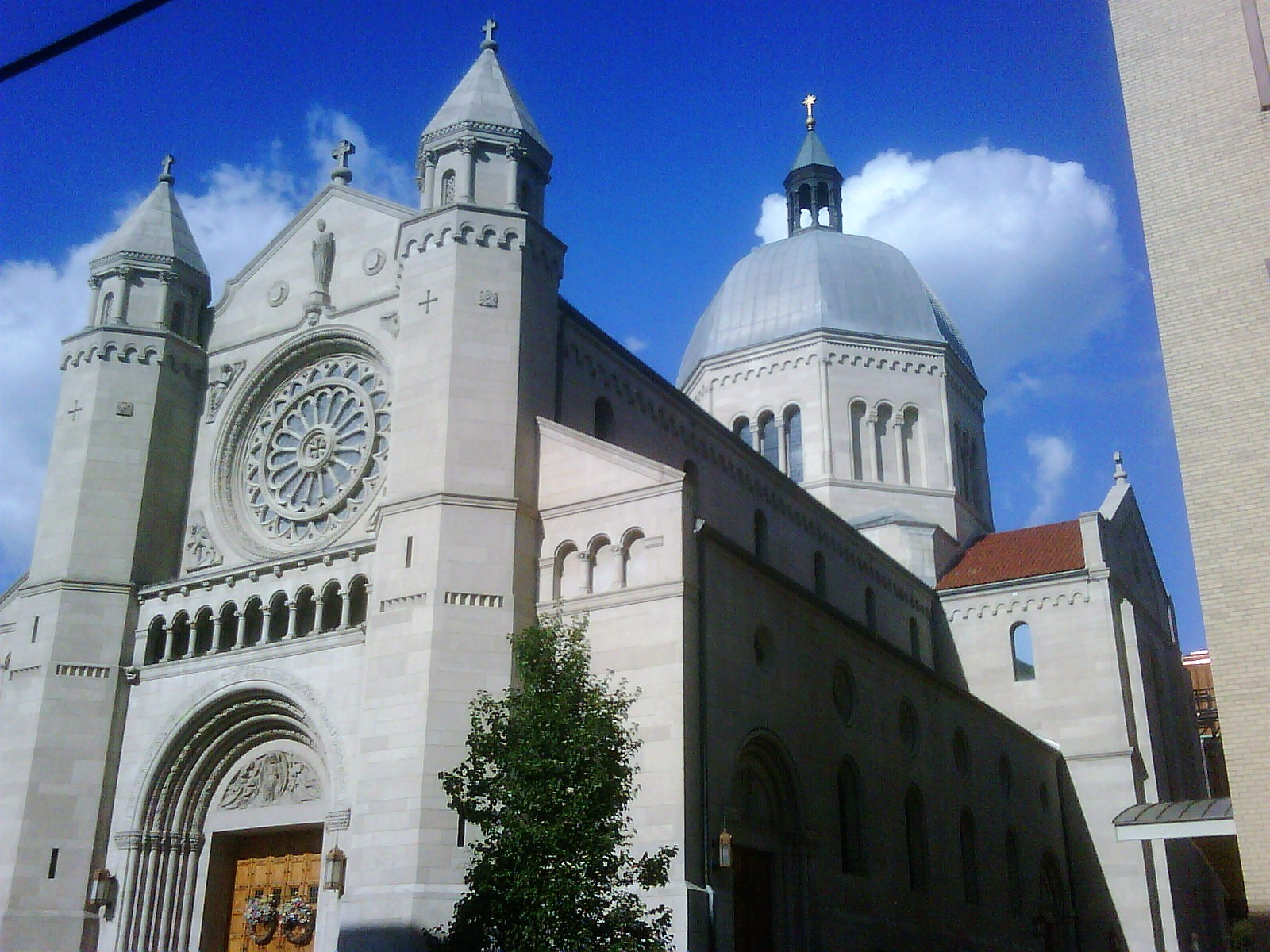
De Sint-Jozefkathedraal van Wheeling

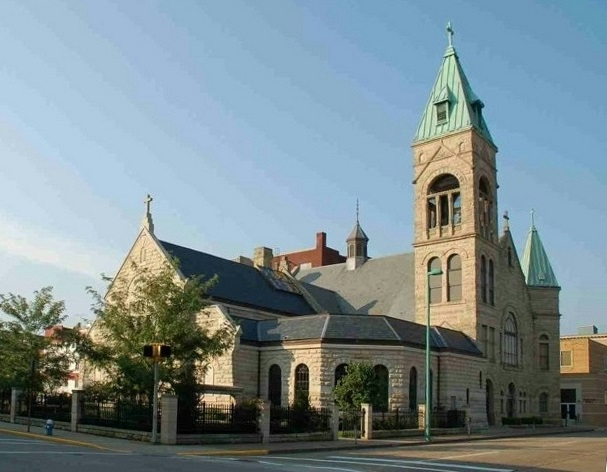
De Basiliek van het Heilig Hart in Charleston, co-kathedraal sinds 1974

Het bisdom Wheeling-Charleston (Latijn: Dioecesis Vhelingensis-Carolopolitana) is een rooms-katholiek bisdom met als zetel Wheeling in West Virginia. Het is een suffragaan bisdom van het aartsbisdom Baltimore. Het bisdom werd opgericht in 1850.
In 2020 telde het bisdom 91 parochies. Het bisdom heeft een oppervlakte van 62.755 km2 en komt overeen met de staat West Virginia. Het bisdom telde in 2020 1.818.470 inwoners waarvan 6% rooms-katholiek was. 

## Geschiedenis
Het bisdom Richmond werd opgericht in 1820 en omvatte bij oprichting de staten Virginia en West Virginia. Katholieken vormden er een kleine minderheid binnen de overwegend protestantse bevolking. Het bisdom Wheeling werd opgericht in 1850 door afsplitsing van het bisdom Richmond. In 1974 werden de grenzen van de bisdommen Wheeling en Richmond aangepast. Delen van West Virgina gingen van Richmond naar Wheeling en delen van Virginia van Wheeling naar Richmond. Zo viel het bisdom Wheeling-Charleston, de nieuwe naam vanaf 1974, volledig samen met de staat West Virginia. De Heilig Hartkerk van Charleston werd co-kathedraal van het bisdom.

## Bisschoppen
- Richard Vincent Whelan (1850-1874)
- John Joseph Kain (1875-1893)
- Patrick James Donahue (1894-1922)
- John Joseph Swint (1922-1962)
- Joseph Howard Hodges (1962-1985)
- Francis Bible Schulte (1985-1988)
- Bernard William Schmitt (1989-2004)
- Michael Joseph Bransfield (2004-2018)
- Mark Edward Brennan (2019-)

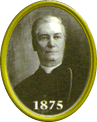
John Joseph Kain